# Mill-Insel
Die Mill-Insel ist eine vollständig eisbedeckte Insel vor der Knox-Küste des ostantarktischen Wilkeslands. Die 40 bis 48 km lange Insel hat die Form eines kompakten Ovals. Der höchste Punkt ihrer Eiskappe liegt etwa 500 m über dem Meeresniveau. Ihre Flächenausdehnung beträgt 1258 km². Sie liegt am nördlichen Rand des Shackleton-Schelfeises, das die Insel teilweise umgibt, und stellt den nördlichsten Punkt der Ostantarktis dar. Ungefähr 50 Kilometer südlich der Mill-Insel befindet sich auf dem antarktischen Festland die Bunger-Oase.
Die erst 1936 von der Besatzung des Forschungsschiffs RRS William Scoresby entdeckte Insel wurde nach dem schottischen Geographen und Antarktis-Historiker Hugh Robert Mill (1861–1950) benannt.